# Chanco
Chanco é uma comuna da província de Cauquenes, localizada na Região de Maule, Chile. Possui uma área de 529,5 km² e uma população de 9.457 habitantes (2002).